# 北鯖石村
北鯖石村（きたさばいしむら）は、かつて新潟県刈羽郡にあった村。

## 沿革
- 1901年（明治34年）11月1日 - 刈羽郡旭村、藤井村が合併して、北鯖石村が発足。
- 1951年（昭和26年）4月1日 - 大字田塚、長浜、新田畑を分離し、柏崎市に編入。
- 1955年（昭和30年）2月1日 - 柏崎市に編入され消滅。